# Ratpenat nasofoliat de Robinson
El ratpenat nasofoliat de Robinson (Coelops robinsoni) és una espècie de ratpenat de la família dels hiposidèrids. Viu a Indonèsia i Malàisia. El seu hàbitat natural són coves i es troba en el bosc primari i secundari. L'amenaça significativa per a la supervivència d'aquesta espècie és la desforestació en moltes parts de la seva àrea de distribució a causa de l'explotació forestal, l'agricultura i l'expansió de les plantacions, i el foc.